# وایدا گالی

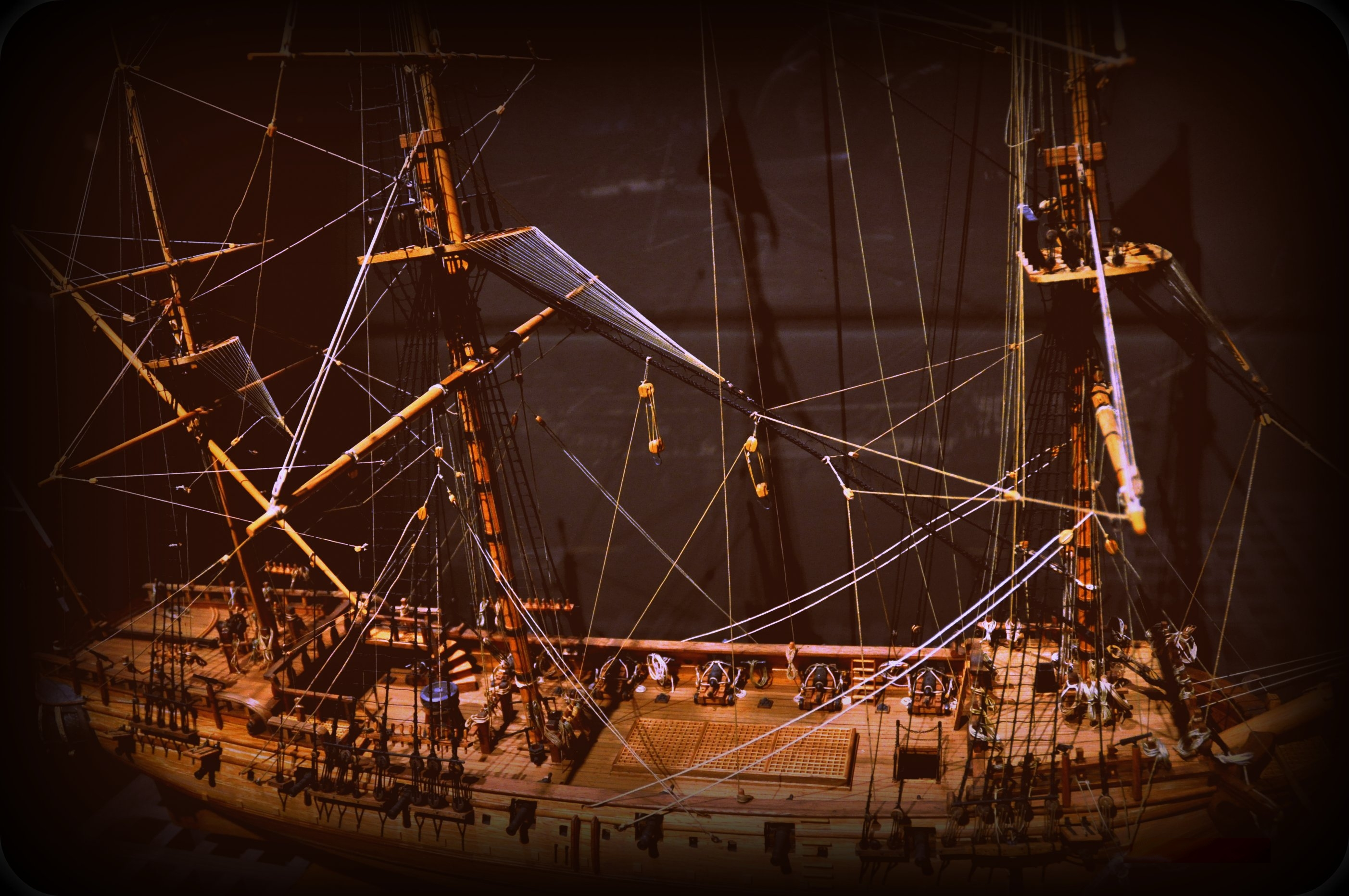
شمایلی از وایدا گالی

وایدا گالی (انگلیسی: Whydah Gally) که بیشتر و به تنهایی با نام وایدا شناخته می‌شد، یک کشتی گالی بود که در اصل برای حمل خدمه، محموله و تجارت برده ساخته شد. وایدا گالی در هنگام برگشت از اولین سفر خود در مثلث تجارت توسط ناخدای دزدان دریای، ساموئل بلامی تسخیر و نقش جدیدی را در دوران طلایی دزدی دریایی رقم زد.